# Palokkajärvi
Palokkajärvi är en sjö i Finland. Den ligger i kommunen Jyväskylä i landskapet Mellersta Finland, i den centrala delen av landet, 240 km norr om huvudstaden Helsingfors. Palokkajärvi ligger 94,4 meter över havet. Den är 10,1 meter djup. Arean är 2,58 kvadratkilometer och strandlinjen är 14,5 kilometer lång. Sjön  ingår i Kymmene älvs huvudavrinningsområde.   I omgivningarna runt Palokkajärvi växer i huvudsak barrskog. Den sträcker sig 4,4 kilometer i nord-sydlig riktning, och 2,5 kilometer i öst-västlig riktning.
I övrigt finns följande i Palokkajärvi:
- Palosaari (en ö)
- Tyyppälänlahti (en vik)

I övrigt finns följande vid Palokkajärvi:
- Alvajärvi (en sjö)
- Heinälampi (en sjö)
- Taulumäki (en kulle)
- Tuomiojärvi (en sjö)